# 테트 (헝가리)

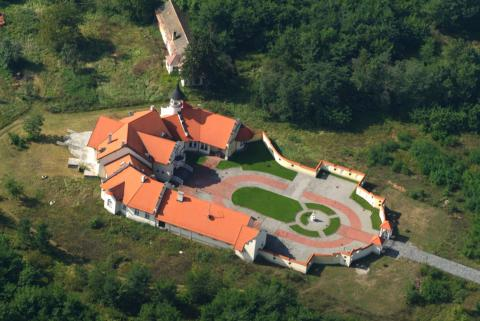
테트에 위치한 성곽 유적

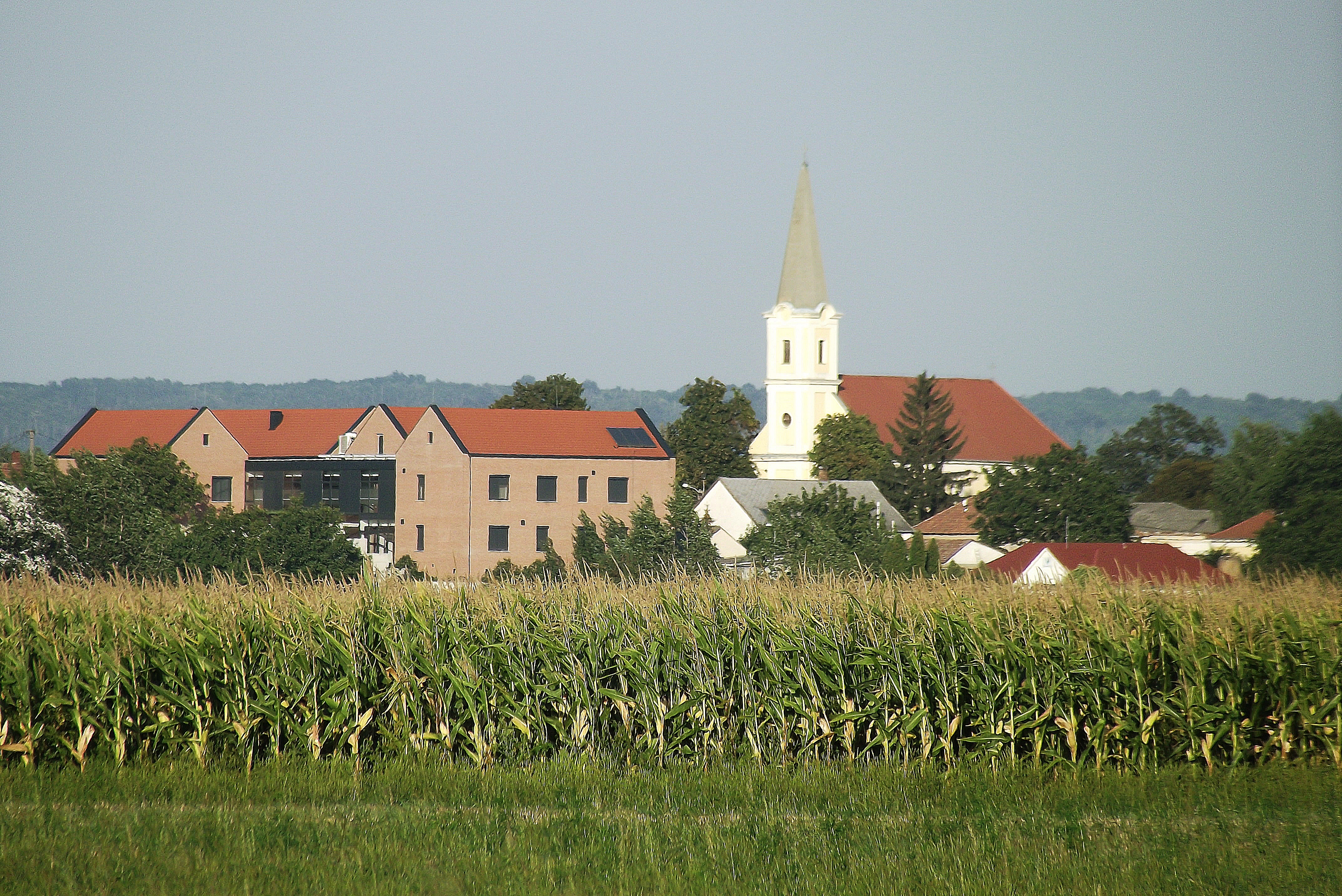
테트에 위치한 들판

테트(헝가리어: Tét, 독일어: Tietzing)는 헝가리 죄르모숀쇼프론주의 도시로 면적은 56.35km2, 인구는 4,020명(2015년 기준), 인구 밀도는 71명/km2이다. 테트구의 구청 소재지이기도 하다. 소헝가리 평원에 위치하며 죄르에서 남쪽으로 24km, 파퍼에서 북쪽으로 21km 정도 떨어진 곳에 위치한다.

시기
시 문장